# Leuckartiara nobilis
Leuckartiara nobilis is een hydroïdpoliep uit de familie Pandeidae. De poliep komt uit het geslacht Leuckartiara. Leuckartiara nobilis werd in 1914 voor het eerst wetenschappelijk beschreven door Hartlaub. 